# Brixlegg
Brixlegg ist eine Marktgemeinde (seit 1927) mit 3124 Einwohnern (Stand 1. Jänner 2024) im Bezirk Kufstein des Bundeslandes Tirol, Österreich. Die Gemeinde liegt im Gerichtsbezirk Rattenberg.

## Geografie
Die Gemeinde Brixlegg liegt im Tiroler Unterinntal am Eingang des Alpbachtals. Sie stellt eine der ältesten Siedlungsräume des Unterinntals dar. Brixlegg ist über die Inntalautobahn A 12 und die Unterinntalbahn mit S-Bahn-Anschluss erreichbar (siehe Bahnhof Brixlegg). Zum Gemeindegebiet gehören die Siedlungen in der Talsohle Brixlegg und Mehrn sowie die Hänge auf der rechten Seite des Zimmermoosbachs.

### Gemeindegliederung
Das Gemeindegebiet umfasst folgende drei Ortschaften (in Klammern Einwohnerzahl Stand 1. Jänner 2024):
- Brixlegg (2086)
- Mehrn (778)
- Zimmermoos (260)

Die Gemeinde besteht aus den Katastralgemeinden Brixlegg und Zimmermoos.

### Nachbargemeinden
| Kramsach | Rattenberg                                  | Radfeld ∗   |
|          | Kompassrose, die auf Nachbargemeinden zeigt | Wildschönau |
|          | Reith im Alpbachtal                         | Alpbach     |

∗ Radfeld liegt im Inntal hinter Rattenberg, grenzt im Bergland östlich von Rattenberg an

## Geschichte
Die erste urkundliche Erwähnung als Prisslech stammt aus der Notitia Arnonis von 788–790, einem Güterverzeichnis des Salzburger Erzbischofs Arn. Davon ist eine Abschrift aus der zweiten Hälfte des 12. Jahrhunderts erhalten, das Original ging verloren. Die betreffende Stelle lautet:

In pago qui dicitur Inter Valles: ad Ratfeld ecclesia cum territorio, ad Prisslech similiter (‚Im Gau, der «Zwischen den Tälern» genannt wird: in Radfeld eine Kirche mit Landbesitz, in Brixlegg ebenso‘).
Der ‚Zwischentalgau‘ entspricht etwa dem heutigen Unterinntal.
Der Ortsname kommt vom keltischen *brig-s-, was ‚Anhöhe‘ bedeutet.
Zur Blütezeit des Kupfererzabbaus stand hier das größte Schmelzhüttenwerk Tirols (landesfürstliche Schmelzhütte, heute Montanwerke).
Im Zweiten Weltkrieg wurde das Ortsbild weitgehend durch Bombardierungen zerstört. Auch die circa 150 m lange Eisenbahnbrücke war Ziel mehrerer Bombenabwürfe und wurde letztlich gesprengt. 1948 wurde sie wieder errichtet. Erhalten geblieben sind die Ansitze Grasegg und Lanegg und das Kupferschmiedhaus aus dem 17. Jahrhundert.

### Bevölkerungsentwicklung
| Brixlegg: Einwohnerzahlen von 1869 bis 2024         | Brixlegg: Einwohnerzahlen von 1869 bis 2024 | Brixlegg: Einwohnerzahlen von 1869 bis 2024 | Brixlegg: Einwohnerzahlen von 1869 bis 2024 | Brixlegg: Einwohnerzahlen von 1869 bis 2024 |
| --------------------------------------------------- | ------------------------------------------- | ------------------------------------------- | ------------------------------------------- | ------------------------------------------- |
| Jahr                                                |                                             |                                             |                                             | Einwohner                                   |
| 1869                                                | 1869                                        |                                             | 984                                         | 984                                         |
| 1880                                                | 1880                                        |                                             | 1.146                                       | 1.146                                       |
| 1890                                                | 1890                                        |                                             | 1.219                                       | 1.219                                       |
| 1900                                                | 1900                                        |                                             | 1.196                                       | 1.196                                       |
| 1910                                                | 1910                                        |                                             | 1.301                                       | 1.301                                       |
| 1923                                                | 1923                                        |                                             | 1.589                                       | 1.589                                       |
| 1934                                                | 1934                                        |                                             | 1.727                                       | 1.727                                       |
| 1939                                                | 1939                                        |                                             | 1.692                                       | 1.692                                       |
| 1951                                                | 1951                                        |                                             | 1.906                                       | 1.906                                       |
| 1961                                                | 1961                                        |                                             | 2.327                                       | 2.327                                       |
| 1971                                                | 1971                                        |                                             | 2.560                                       | 2.560                                       |
| 1981                                                | 1981                                        |                                             | 2.594                                       | 2.594                                       |
| 1991                                                | 1991                                        |                                             | 2.639                                       | 2.639                                       |
| 2001                                                | 2001                                        |                                             | 2.776                                       | 2.776                                       |
| 2011                                                | 2011                                        |                                             | 2.800                                       | 2.800                                       |
| 2021                                                | 2021                                        |                                             | 3.060                                       | 3.060                                       |
| 2024                                                | 2024                                        |                                             | 3.124                                       | 3.124                                       |
| Quelle(n): Statistik Austria, Gebietsstand 1.1.2021 |                                             |                                             |                                             |                                             |

## Kultur und Sehenswürdigkeiten

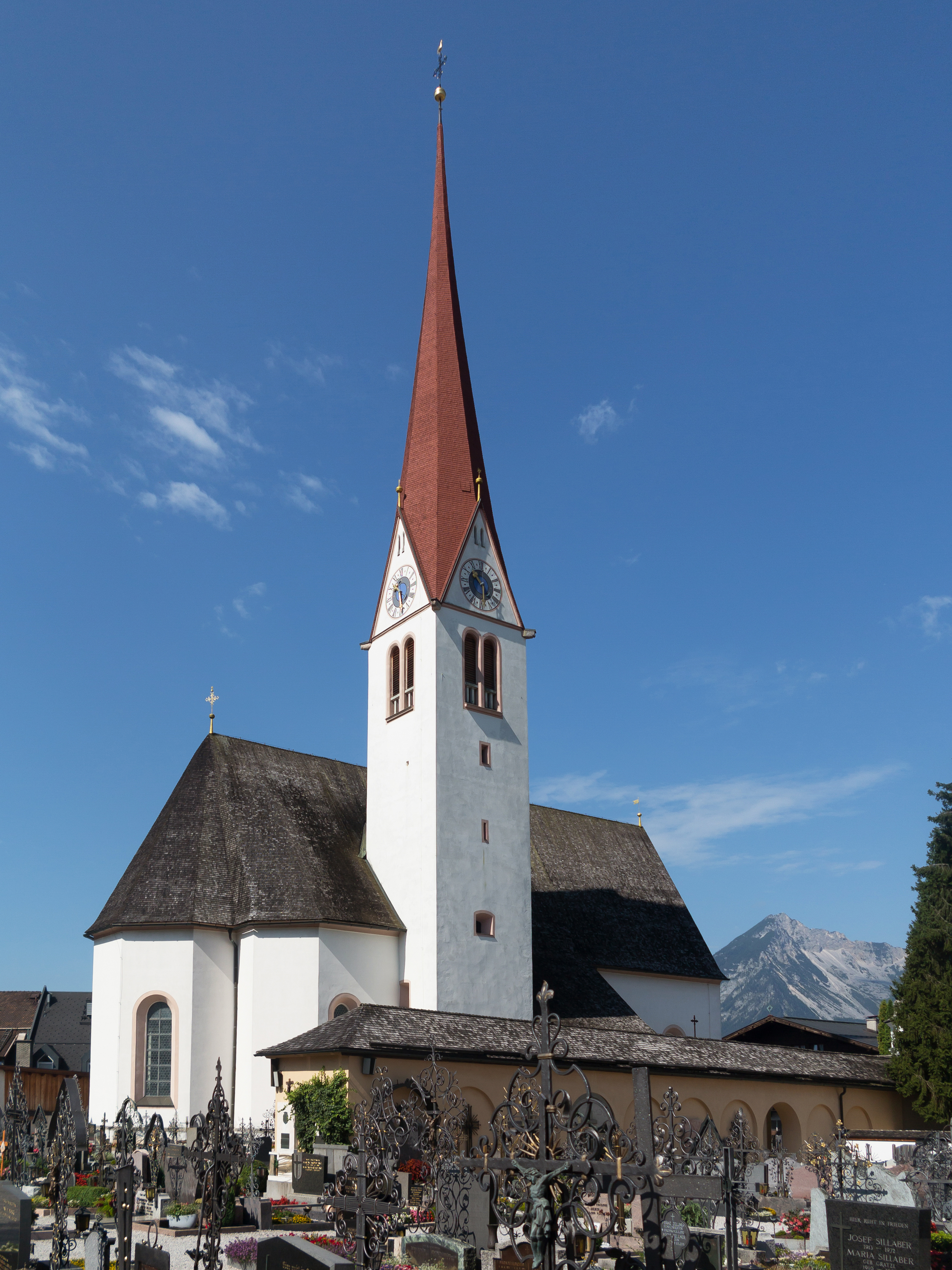
Katholische Pfarrkirche Unsere Liebe Frau Vermählung

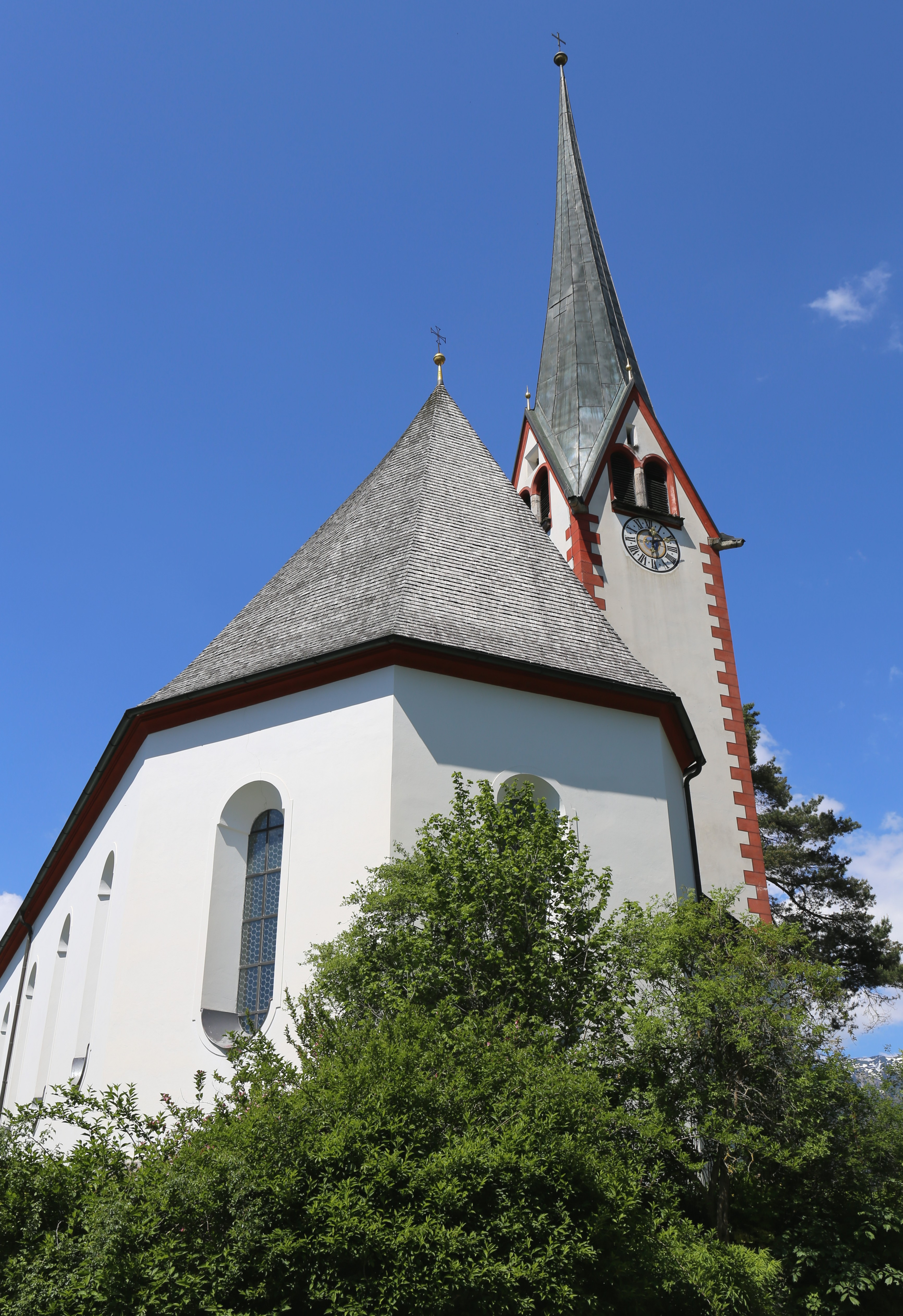
Filialkirche Bad Mehrn

### Bauwerke
- Pfarrkirche Unserer Lieben Frau Vermählung mit der Friedhofskapelle und den Friedhofsarkaden im Ort
- Filialkirche Hl. Bartholomäus mit der darunter liegenden Mehrner Heilquelle in Bad Mehrn
- Kapelle Mariahilf, auch Maria im Grünwald, östlich auf einem Hügel
- Kapelle auf dem Mühlbichl
- Schwarzenbergkapelle in Zimmermoos
- Wolfenkapelle
- Schloss Lanegg
- Speicherkasten am Innufer
- Ehemaliger Pestfriedhof[7]
- Tiroler Bergbau- und Hüttenmuseum – widmet sich der historischen Bergbautradition[8]

### Vereine
- Die Sportschützen, mit einer eigenen Anlage in Mehrn
- Schützenkompanie Brixlegg
- SPG Brixlegg/Rattenberg/Reith, Fußballclub SPG Brixlegg/Rattenberg/Reith
- Landjugend Jungbauernschaft Brixlegg
- Offroadclub, Club 4x4-Tirol – Offroadvereinigung
- Skatervereinigung, Skate & Board-Club 31
- Tennisclub Brixlegg
- Tiroler Bergbau- und Hüttenmuseum Brixlegg
- SV Brixlegg (Zweigvereine z. B. Eisstockschießen, Leichtathletik)
- Marktmusikkapelle Brixlegg
- Schiclub Brixlegg
- Tiroler Wassersportverein Brixlegg

## Wirtschaft und Infrastruktur

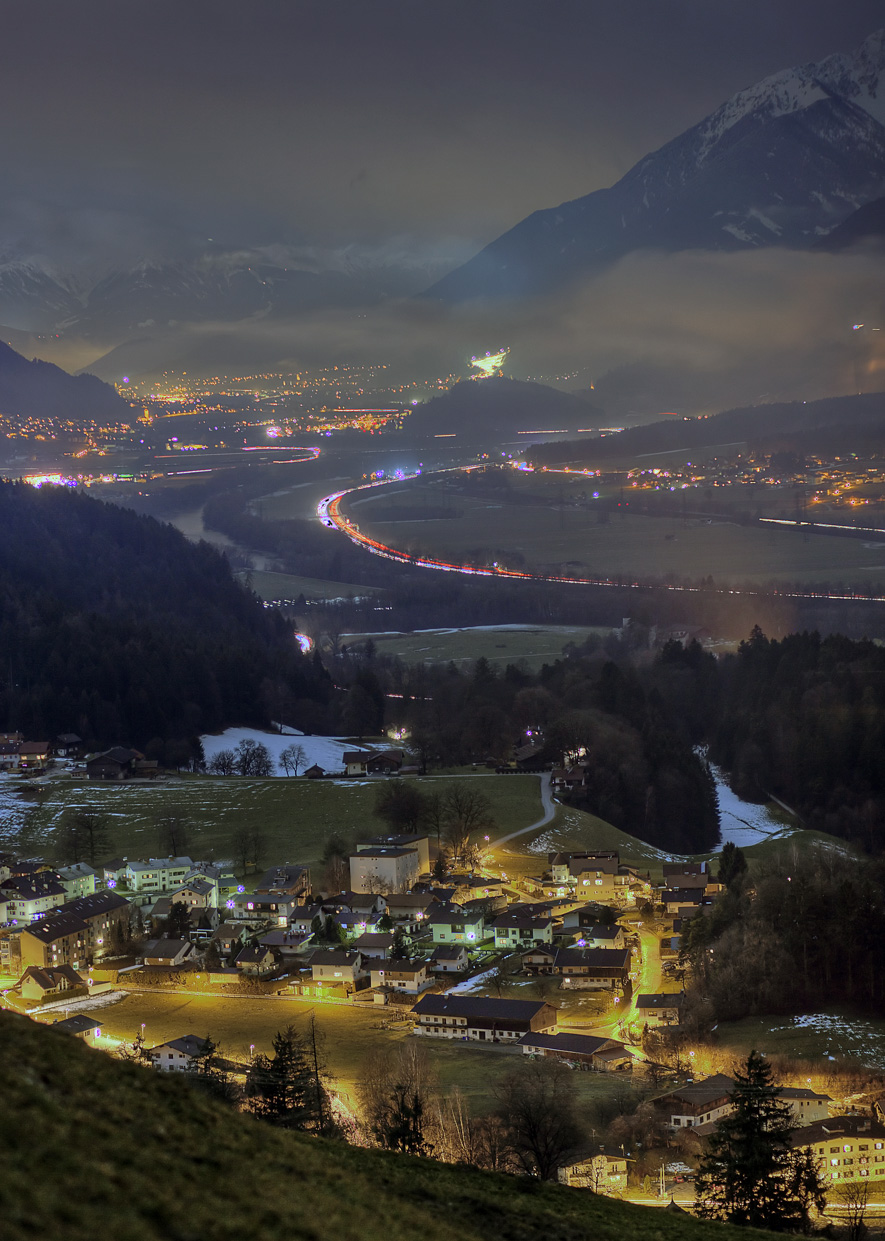
Brixlegg bei Nacht – Blick Richtung Westen

### Unternehmen
Die aus dem Schmelzhüttenwerk hervorgegangenen Montanwerke Brixlegg sind heute die einzige Kupferhütte Österreichs und ein wichtiger Arbeitgeber in der Region. Durch verschiedene Maßnahmen konnten die Emissionen durch das Werk Ende des 20. Jahrhunderts beträchtlich gesenkt werden. heute wird hier kein Kupfer mehr abgebaut, sondern Altkupfer aufgearbeitet.
In den 1980er Jahren fielen die Montanwerke Brixlegg durch stark erhöhte PCDD-Belastungen in der Umgebung des Betriebes und in den Körpern einiger Anwohner negativ auf. Es wurden teilweise Luftkonzentrationen von 2,56 Picogramm pro Kubikmeter Atemluft in der Nähe des Betriebsgeländes gemessen. Die Kontamination der Umgebung wurde direkt mit den Montanwerken Brixlegg in Verbindung gebracht.
Weitere Arbeitgeber sind die Textilindustrie (Giesswein), Abfüllung von natürlichem Mineralwasser und Erzeugung von alkoholfreien Getränken (Silberquelle) und der Tourismus (Schwerpunkt im Winter) im Einzugsgebiet der Schigebiete Kramsach und Alpbach. Die heilkräftige Schwefelquelle Bad Mehrn wird für Therapiezwecke genutzt.

### Sport
International bekannt ist Brixlegg vor allem in der Skateboard-Szene, da sich in Brixlegg ein Cradle Skatepark befindet, dessen Bauweise in Europa einzigartig ist. Das herausragendste Merkmal des Parks ist der namensgebende Cradle (eine Art halbe Kugel aus Beton, in welcher Skateboarder durch die Fliehkraft fast kopfüber fahren können).

## Politik

### Gemeinderat

#### Sitzverteilung im Gemeinderat nach den Wahlen
- Gemeinderatswahlen in Tirol 1998: GBL 5, ÖVP 5, FPÖ 3, SPÖ 2.[11]
- Gemeinderatswahlen in Tirol 2004: ÖVP 8, GBL 4, SPÖ 2, FPÖ 1.[12]
- Gemeinderatswahlen in Tirol 2010: ÖVP 9, FPÖ 4, SPÖ 2.[13]
- Gemeinderatswahlen in Tirol 2016: ÖVP 9, FPÖ 4, PGB 2.[14]
- Gemeinderatswahlen in Tirol 2022: LDB 8, GUP 3, WFB 2, MFG 2.[15]

### Bürgermeister
- seit 1988 Rudolf Puecher (ÖVP)[16][17]

### Städtepartnerschaften
Brixlegg unterhält eine Partnerschaft mit Aichach in Schwaben, dem Geburtsort von Ludwig Steub und seit 1982 mit Matzen-Raggendorf in Niederösterreich.

## Persönlichkeiten

### Söhne und Töchter des Ortes
- Michael Mayr (1650–1725), Bildhauer
- Anton Geppert (1829–1890), Architekt
- Alois Außerer (1876–1950), Priester und Dramatiker
- Franz Josef Messner (1896–1945), Widerstandskämpfer gegen den Nationalsozialismus und Generaldirektor der Semperit AG
- Edgar M. Foltin (1897–1974), Rechtswissenschaftler
- Rudolf Marsoner (1899–1928), Archivar und Historiker
- Hias Rebitsch (1911–1990), Alpinist
- Peter Schneider (1919–1965), Bildhauer
- Karl Ganzer (1920–1988), Komponist des Kufsteinlieds
- Werner Lindinger (1944–2001), Physiker
- Karlheinz Töchterle (* 1949), ehemaliger österreichischer Bundesminister für Wissenschaft und Forschung
- Gertrud Gasteiger (* 1959), Skilangläuferin
- Ursula Schattner-Rieser (* 1966), Altorientalistin und Judaistin
- Robert Rebitsch (* 1968), Historiker
- Stephan Eberharter (* 1969), Skirennläufer und Olympiasieger
- Paul Lorenz (* 1969), Komponist, Dirigent und Musikproduzent
- Ulrike Müller (* 1971), bildende Künstlerin und Dozentin

### Persönlichkeiten, die vor Ort gewirkt haben oder hier wohnten
- Leo Slezak (* 18. August 1873 in Mährisch-Schönberg, Österreich-Ungarn; † 1. Juni 1946 in Rottach-Egern, Amerikanische Besatzungszone), bedeutender Tenor und Schauspieler, half mit einem Benefizkonzert für die Hochwassergeschädigten 1908, die Gemeinde dankte es mit der Ehrenbürgerwürde
- Gottlieb von Zötl (1800–1852), Forstmeister von 1831 bis 1837